# Cavalerie austro-hongroise
La cavalerie austro-hongroise est l'ensemble des troupes montées de l'armée de terre austro-hongroise de l'empire d'Autriche-Hongrie, de 1867 à la chute de l'empire en 1918.
Elle comprend :

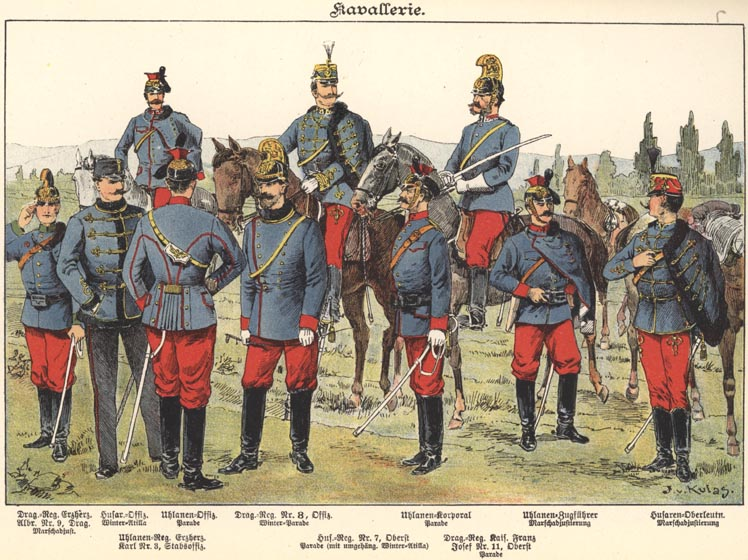
Cavalerie austro-hongroise, 1898

- Les Dragons Impériaux et Royaux. Les dragons ne sont présents qu'au sein de l'Armée commune.
- Les Hussards: au sein de l'Armée commune et la Landwehr hongroise.
- Les Uhlans: au sein de l'Armée commune et la Landwehr autrichienne.
- S'y ajoutent les différents haras KuK et royaux hongrois (Staatspferdezuchtanstalten en allemand). À noter que leurs personnels avaient le statut d'« artisan militaire » et étaient supervisés par des officiers, sous officiers et soldats de l'armée territoriale impériale-royale autrichienne (k.k. Landwehr) ou de l'armée territoriale royale hongroise (k.u. Landwehr).